# Oksefjorden (Tvedestrand)
Oksefjorden er en fjord i  Tvedestrand kommune i Agder fylke i Norge, og er en del af sejlruten  fra Skagerrak til Tvedestrand. Den ydre del af fjorden følger grænsen mellem Tvedestrand og Arendal kommuner. Det meste af fjorden ligger mellem Borøya i øst og Tverrdalsøya i vest. Den har indløb ved Oksefjorden fyr syd for Borøya og går mod nord og nord for Tverrdalsøya til indløbet af Tvedestrandfjorden. Fjordens  totale længde  er omkring 5 kilometer. På vestsiden af Tverrdalsøya ligger Eikelandsfjorden.
Den største landsby ved Oksefjorden er Utgardsstranda på Borøya, lige ved indløbet til fjorden.